# Ellsworth Mountains
Ellsworth Mountains är en bergskedja i Antarktis. Det ligger i Västantarktis. Chile gör anspråk på området. Toppen på Ellsworth Mountains är 4 892 meter över havet.
Terrängen runt Ellsworth Mountains är huvudsakligen bergig, men åt nordväst är den kuperad. Ellsworth Mountains är den högsta punkten i trakten. Trakten är obefolkad. Det finns inga samhällen i närheten. 